# GEOS-1
Pour le satellite GEOS de l'Agence spatiale européenne, voir Geostationary Earth Orbit Satellite.
GEOS 1 (Geodetic Earth Orbiting Satellite) ou Explorer 29 ou GEOS A  est un satellite d'observation de la Terre de l'agence spatiale américaine, la  NASA, lancé en novembre 1965 pour cartographier le champ de gravité de la Terre (mission de géodésie). Dans ce but ce satellite de 387 kilogrammes est équipé de différents instruments (réflecteurs laser, lampes flash, balises radio, ...) permettant de déterminer depuis des stations au sol l'orbite et la position du satellite et à partir des variations de celles-ci en déduire les irrégularités du champ gravitationnel. Le satellite est placé en orbite par un lanceur Thor Delta E. Il achève sa mission au bout de deux ans. Deux autres satellites relevant du même programme, GEOS 2 et GEOS 3, seront lancés par la suite respectivement en 1969 et 1975.  

## Contexte
Le calcul de l'orbite du satellite Vanguard 1, lancé dans l'espace le 17 mars 1958, démontra que celle-ci était irrégulière. La seule explication était que la Terre n'a pas une forme parfaitement sphérique mais mais qu'elle est aplatie aux pôles et légèrement renflée à l'équateur et que par ailleurs il existait des variations locales de masse. La forme de la Terre comportait quatre régions plus denses et cinq moins que denses que la moyenne dont l'origine était sans doute liée à des soulèvements de la surface provoqués par la lave fondue remontant depuis les régions centrales de la planète. Non discernables à l’œil nu, ces irrégularités modifiaient l'altitude de la surface des océans de plusieurs centaines de mètres et des modifications de la trajectoire de satellite pouvant atteindre 100 mètres. Par la suite plusieurs  satellites lancés par la NASA (Explorer 22, Explorer 27) et les forces armées (ANNA, SECOR, Transit)  contribuent à recueillir des données géodésiques. Finalement la NASA met sur pied le sous-programme  National Geodetic Satellite Program au sein de son programme Explorer rassemblant des missions scientifiques à faible cout dans le but cartographier le champ gravitationnel terrestre et permettre de définir le géoïde. Le développement du premier satellite de ce programme, GEOS-1, est confié au laboratoire Applied Physics Laboratory de l'Université John Hopkins.

## Objectifs de GEOS 1
L objectifs de GEOS 1 sont :
- déterminer la position de stations de contrôle géodésique avec une précision de 10 mètres dans un système de coordonnées terrestres.
- définir la structure du champ gravitationnel terrestre
- localiser et mesurer l'amplitude des anomalies gravitationnelles importantes
- comparer la précision des différents systèmes embarqués pour la déterminer ceux qui sont les plus précis et les plus fiables.

## Caractéristiques techniques

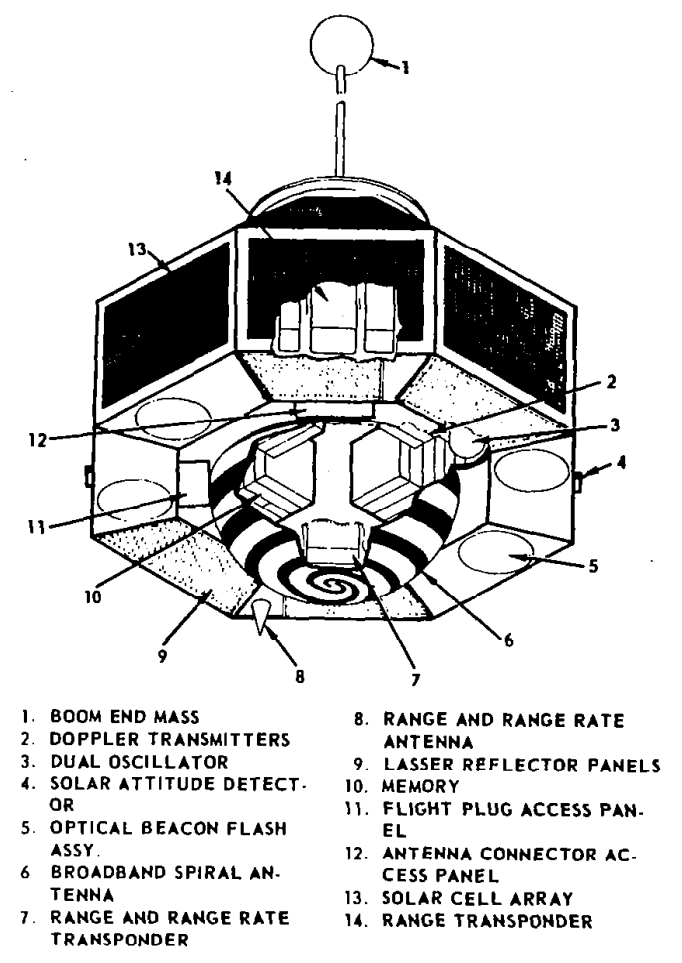
Schéma du satellite.

GEOS 1 est un satellite de 387 kilogrammes ayant la forme d'un prisme hexagonal de faible hauteur  coiffé d'une demi-sphère de diamètre moins important. La face inférieure fait constamment face à la surface de la Terre grâce à un système de stabilisation par gradient de gravité reposant sur une masse située au bout d'une perche de 20 mètres. Sur cette face sont concentrés les différents instruments. Des cellules solaires réparties sur le pourtour du corps du satellite fournissent l'énergie.  

## Instrumentation
La sonde spatiale emporte 6 équipements qui sont tous utilisés pour déterminer la position et la trajectoire du satellite et ainsi déterminer l'évolution de ceux-ci sous l'influence des irrégularités du champ gravitationnel de la Terre :
- Le réflecteur laser était constitué de 233 cubes en quartz fixés des panneaux en fibre de verre représentant une surface réfléchissante cumulée de 0,18 m². Cet équipement permettait de réfléchir 50% du rayonnement laser émis par une station terrestre vers celle-ci en formant en faisceau large de seulement 20 secondes d'arc. La station terrestre était équipée d'un photomultiplicateur qui permettait de convertir le rayonnement reçu en un signal électrique et de déterminer le temps de parcours du rayonnement et donc la distance entre le satellite et la station[3].
- La balise radio Minitrack émettait un signal à 136 MHz qui était utilisé par le réseau de stations de poursuite Minitrack de la NASA pour déterminer par interférométrie la trajectoire du satellite en combinant les données avec celles des signaux de l'équipement Range/Rate[4].
- La balise optique était constituée de quatre lampes au xénon de 670 watts émettant des séquences de cinq ou sept flashs de lumière durant les survols de la face nocturne de la Terre lorsqu'ils pouvaient être observés par les caméras installées dans plusieurs observatoires (STADAN, SPEOPT, Smithsonian Astrophysical Observatory, Coastal and Geodetic Survey)[5].
- Un émetteur radio émettant dans trois fréquences (162, 324, 972 MHz) était utilisé pour mesurer le décalage Doppler et donc la vitesse du satellite et contribuer ainsi à mesurer le champ gravitationnel terrestre avec une précision de 5 pour 100 millions. Une fois par minute l'émetteur envoyait un bref signal d'une durée de 0,3 seconde[6].
- Une balise radio émettant dans la longueur d'onde 1705 MHz et recevant 2271 MHz en utilisant une antenne conique était utilisée pour effectuer des mesures complémentaire de l'orbite du satellite en s'appuyant sur trois stations terrestres[7].
- Le système SECOR (Sequential Collation of Range) de l'Armée de Terre est également utilisé pour calculer la position du satellite. Pour ce faire un répéteur de 3,6 kilogrammes est embarqué et le signal est traité par quatre stations terrestres[8].

## Segment terrestre
La collecte des données et leur enregistrement est pris en charge par le réseau  {{lang|en|[[Spaceflight Tracking and Data}} Network]] du Centre de vol spatial Goddard (établissement de la NASA). Par ailleurs dix réseaux d'observation principaux sont mis en œuvre.

## Déroulement de la mission
GEOS A est lancé le 6 novembre 1965 depuis la base de Cape Canaveral (Floride) par une fusée Thor Delta E. Il s'agit du premier vol d'une nouvelle version de la fusée Delta qui se distingue par un deuxième étage deux fois plus lourd ainsi que des propulseurs d'appoint et un troisième étage amélioré. La charge utile est doublée. Le satellite devait être placé sur une orbite basse circulaire  de   1 000 km. Pour y parvenir la poussée du deuxième étage devait être interrompue mais celui fonctionna jusqu'à épuisement des ergols plaçant le satellite sur une orbite dont l'apogée était 800 kilomètres plus haute (1113 x 2275 km)  . L'inclinaison était de 59,4°. Après deux ans de fonctionnement le contact avec le satellite est perdu en janvier 1967.

## Résultats
Les premiers résultats indiquaient des différences de mesure de plusieurs centaines de mètres entre les différents systèmes embarqués sur le satellite. Il fut découvert que les mesures n'étaient pas en cause mais que ces anomalies découlaient du manque de précision de la position géodésique des stations de poursuite.

## Suite du programme
Deux autres satellites aux caractéristiques proches et poursuivant des objectifs similaires ont été lancés au cours des années suivantes : 
- GEOS-2 (GEOS-B, Explorer 36) lancé en janvier 1969 placé sur une orbite de  1079 km x 1572 km  (inclinaison orbitale 105,8º). Il devait fournir des données complémentaires sur le champ gravitationnel de la Terre en emportant les mêmes instruments que GEOS-1 complétés par des répéteurs radar, un magnétomètre et un détecteur d'électrons.
- GEOS-3/GEOS-C (Geodynamics Experimental Ocean Satellite)  placé en avril 1975 sur une orbite de 816 km x 850 km (inclinaison orbitale 115º). Il a fonctionné jusqu'en juillet 1979. Ce satellite avait pour objectif d'étalonner les radars  fonctionnant en bande C embarqués sur d'autres satellites et de déterminer la position d'autres satellites.  Pour remplir sa mission son instrument principal était un altimètre radar utilisant la bande Ku (premier satellite d'altimétrie radar) ainsi que les instruments de suivi de trajectoire embarqué sur GEOS-2.